# 悪名一番勝負
『悪名一番勝負』（あくみょういちばんしょうぶ）は、1969年12月27日に大映が配給した、マキノ雅弘監督、勝新太郎主演の任侠映画である。『悪名シリーズ』第15弾。本作では、それまで勝と共にシリーズ同シリーズに清次役で出演してきた田宮が出演していない（田宮と大映の諍いによる退社のため）。一方、『兵隊やくざシリーズ』でコンビを組んだ田村高廣が出演した。

## あらすじ
長屋に住む者たちの用心棒になった朝吉が、長屋の土地を手中にしようと企む大西から、長屋を守るために奮闘する。

## 配役
- 勝新太郎 : 朝吉
- 江波杏子 : おりん
- 安田道代 : お浜
- 津川雅彦 : 川流れの仙次
- 小川眞由美 : お妙
- 山本学 : 花島卯之助
- 河津清三郎 : 大西寅松
- 内田朝雄 : 島田常務
- 芦屋小雁 : 銀三
- 五味龍太郎 : 作次郎
- 木村元 : 久光
- 石浜裕次郎 : 古着屋の音吉
- 水上保広 : 子分
- 小瀬朗 : 占師
- 佐藤京一 : やくざ
- 寺島雄作 : 喜助
- 西川ヒノデ : うどん屋
- 西川サクラ : うどん屋
- 水島道太郎 : 白石鉄之肋
- 石山健二郎 : 柳
- 辰巳柳太郎 : 河徳
- 金子信雄 : 金やん
- 田村高廣 :放れ駒の政吉

## スタッフ
- 監督 : マキノ雅弘
- 企画 : 早川雅浩
- 撮影 : 今井ひろし
- 美術 : 加藤茂
- 音楽 : 鏑木創
- 編集 : 菅沼完二
- 脚本 : マキノ雅弘、宮川一郎
- 原作 : 今東光 「悪名」[4]